# Fehér Anna (színművész)
Fehér Anna (Budapest, 1958. május 28. –) Jászai Mari-díjas magyar színésznő, érdemes művész.

## Életpályája
1973–1977 között játszott a Szkéné Színpadon. 1981-ben végzett a Színház és Filmművészeti Főiskolán. 1981–82-ben a szolnoki Szigligeti Színházba szerződött. 1982 óta tagja a József Attila Színháznak. 1993–1996 között a Magyar Színészkamara ügyvivője volt. 1996–2000 között a Magyar Színészkamarai Egyesület vezetőségi tagja volt. 2000 óta a MASZK Országos Színészegyesület ügyvezető elnöke.
A Szomszédok című teleregényben az egyik állandó szereplőt, Almát, a pincérnőt alakította.

## Családja
53 évesen, 2011. május 28-án adott életet első gyermekének. Volt férje fül-orr-gégész szakorvos.

## Színpadi szerepei
- Örkény–Valló: In memoriam Ö.I.....
- Carlo Goldoni: Két úr szolgája....Beatrice
- Szophoklész: Aiasz....Athéna; Tekméssza
- Száraz György: Gyilkosok....Midi
- Shelley: A cenci-ház....Beatrice
- Füst Milán: A sanda bohóc....
- Kästner: Emil és a detektívek....Kalapocska
- William Shakespeare: Hamlet, dán királyfi....Ophélia
- Foster: I. Erzsébet....Mária; Az Ég; Egy hugenotta; Tilly Boom; Egy angol hajó
- Molnár Ferenc: Liliom (Egy csavargó élete és halála)....Juli
- Büchner: Leonce és Léna....Léna
- Labiche–Martin: Perrichon úr utazása....Henriette
- Hamilton: Gázláng....Nancy
- Kassák Lajos: Angyalföld....Ilonka
- Schiller: Stuart Mária....Stuart Mária
- Coward: Magánélet....Sibyl Chase
- Heltai Jenő: A tündérlaki lányok....Boriska
- Szophoklész: Tragoedia magyar nyelven, az Sophocles Electrájából....Electra
- Nagy Ignác: Tisztújítás....Nelly
- Vasziljev: Csendesek a hajnalok....Zsenya
- Popplewell: A hölgy fecseg és nyomoz....Clara Rocher; Suzanne Brissard
- Topelius: Hamupipőke....Dina
- Rame–Fo: Női sorsok (Erogén zónák)....Prostituált; Terrorista
- Saint-Exupery: A kis herceg....Mindenféle virág
- Popper Péter: Útvesztő....Irén
- Siposhegyi Péter: A semmi ágán....Kedves
- Brecht: Koldusopera....Polly Peacock
- Fiastri–Canfora: Szerelmeim....Debora
- Shaw: A hős és a csokoládékatona....Luka
- Faragó Zsuzsa: Budapest anno...avagy az Orfeum alászáll....
- Agatha Christie: Eszményi gyilkos....Laura Warwick
- Nádas Péter: Takarítás....Zsuzsa
- Maugham: Örökké téged!....Viktória
- Lengyel Menyhért: A waterlooi csata....Militta Marco
- Herczeg Ferenc: A Gyurkovics lányok....Katinka
- Lessing: Bölcs Náthán....
- Hunyady Sándor: A három sárkány....Anna
- Molière: Az úrhatnám polgár....Doriméne
- Schwab–DeSylva: Diákszerelem....Flóra
- Molnár Ferenc: A Pál utcai fiúk....Boka
- Tamási Áron: Hegyi patak....Kankalin
- Móricz Zsigmond: Rokonok....Boronkayné
- William Shakespeare: Tévedések vígjátéka....Adriana
- Laurents: Gypsy....Louise
- Zsolt Béla: Oktogon....Ibolya
- László Miklós: Illatszertár....Balázs kisasszony
- Klauss Mann: Mefisztó....Nicoletta von Niebuhr
- Molnár Ferenc: Előjáték Lear királyhoz....Helén
- Shaffer: Black Comedy....Clea
- Harris: Csupa balláb....Vera
- Békeffi István: Párizsi divat....Virányi Dolly
- Ray Cooney: A miniszter félrelép....Jane Worthington
- Ibsen: Hedda Gabler....Hedda Gabler
- Simon: Luxuslakosztály....Lauren; Grace
- Paso: Mennyből a... hulla....Júlia
- Kishon: A házasságlevél....Jaffa; Sifra
- Dorfman: A halál és a lányka....
- Carlo Goldoni: A szmirnai impresszárió....Annina
- Camoletti: Hatan pizsamában....Jacqueline
- Frayn: Ugyanaz hátulról....Belinda Blair
- Kardos G. György: Villon és a többiek....Catherine
- William Shakespeare: Vízkereszt....Olivia
- Lope de Vega: A kertész kutyája....Diana
- Fejes Endre: Vonó Ignác....Virág Tekla
- Molnár Ferenc: A farkas....Vilma
- Radó Denise: Galambos Erzsi - az első 70 évem....
- Szilágyi Andor: Lássuk a medvét!....Tószika
- Marriott–Grant: Nász-frász....Mrs. Garfield
- Ion Luca Caragiale: Farsang....Didina
- Kosztolányi Dezső: Édes Anna....Vizyné
- Choderlos de Laclos: Veszedelmes viszonyok....Merteuil márkiné
- Henrik Ibsen: Nóra....Lindéné
- Alechem: Marienbad....Belcsi
- William Shakespeare: Szentivánéji metróÁLOMás....Heléna
- Koltai–Nógrádi: Sose halunk meg....Teréz
- Manfredi–Marino: Könnyű erkölcsök....Anna
- Cooney–Chapman: Kölcsönlakás....Miss Cook
- Jókai Mór: A kőszívű ember fiai....Plankenhorst Antoinette
- Lloyd–Croft: Hallo, hallo!....Michelle
- Szálinger Balázs: A tiszta méz....Feleség
- Barabás Pál: Egy szoknya, egy nadrág....Dulcinea Juares
- Juhász Levente, Szente Vajk, Galambos Attila: Macskafogó....Bob Poliakoff
- Hamvai Kornél, Darvas Benedek, Varró Dániel: Vesztegzár a Grand Hotelban....Ursina Petrovna
- Dale Wasserman: Száll a kakukk fészkére....Ratched nővér
- Szabó Magda: Régimódi történet....Bányay Rákhel
- Ivan Menchell: Sírpiknik....Ida
- Peter Schaffer: Equus....Dora Strang
- Heltai Jenő: Naftalin....Kabóczáné
- Federico García Lorca: Flamenco-Vérnász....Anyós/A Hold
- Horace McCoy: A lovakat lelövik, ugye? – show....Hannah Peace, versenybíró
- Hadar Galron: Mikve....
- Vajda Katalin - Fábri Péter: Anconai szerelmesek a Balatonon

## Színházi rendezései
- Dorfman: A halál és a lányka (1997)
- Harris: Csupa balláb (2002)

## Filmjei

### Játékfilmek
- Tegnapelőtt (1981)
- Felhőjáték (1984)
- Megfelelő ember kényes feladatra (1985)
- Ördögi kísértetek (1986)
- Miss Arizona (1987)
- Szamárköhögés (1987)
- Hol volt, hol nem volt (1987)
- A hecc (1989)
- Megint tanú (1994)
- Hamvadó cigarettavég (2001)
- Márió, a varázsló (2008)
- Magasságok és mélységek (2022)

### Tévéfilmek
- Családi kör (1981)
- Rettenetes szülők (1982)
- Özvegy és leánya 1–4. (1983)
- Szép história (1985)
- A Molitor ház (1985)
- Marsall (1986)
- Katona József: Bánk bán (1987)
- Szomszédok (1987–1999)
- A sápadt démon (1989)
- Mintaapák (2021)

## Szinkronszerepei

### Sorozatszinkron
- A palota ékköve: Han udvarhölgy
- VIII. Henrik: Boleyn Anna
- Star Trek: Deep Space Nine: Kira Nerys
- 24 (első évad) I. évad Teri Bauer: Leslie Hope
- Őrjárat a kozmoszban – Az Orion űrhajó fantasztikus kalandjai: Tamara Jagellovsk hadnagy (2. szinkronváltozat)
- Vészhelyzet – Dr. Cleo Finch
- Charly – Majom a családban - Tina Freitag

### Filmszinkron
| Év   | Filmcím                                   | Szerep                          | Színész                                  |
| ---- | ----------------------------------------- | ------------------------------- | ---------------------------------------- |
| 1982 | Garp szerint a világ                      | Jenny Fields                    | Glenn Close                              |
| 1983 | Legyetek jók, ha tudtok                   | Mór lány                        | Iris Peynado                             |
| 1984 | Terminátor – A halálosztó                 | Sarah Connor                    | Linda Hamilton                           |
| 1985 | Halálvágta                                | May Day                         | Grace Jones (első magyar változat, 1992) |
| 1987 | Schimanski kelepcében                     | Conny                           | Claudia Messner                          |
| 1989 | Indiana Jones és az utolsó kereszteslovag | Dr. Elsa Schneider              | Alison Doody                             |
| 1991 | Terminátor 2. – Az ítélet napja           | Sarah Connor                    | Linda Hamilton                           |
| 1997 | Kapcsolat                                 | Eleanor Arroway                 | Jodie Foster                             |
| 2000 | X-Men – A kívülállók                      | Jean Grey/ Főnix                | Famke Janssen                            |
| 2002 | A kincses bolygo                          | Amelia kapitany                 | Emma Thompson                            |
| 2002 | Én, a kém                                 | Rachel Wright különleges ügynök | Famke Janssen                            |
| 2003 | X-Men 2.                                  | Jean Grey/ Főnix                | Famke Janssen                            |
| 2004 | Holnapután                                | Dr. Lucy Hall                   | Sela Ward                                |
| 2005 | Bujócska                                  | Catherine                       | Famke Janssen                            |
| 2006 | X-Men: Az ellenállás vége                 | Jean Grey/ Főnix                | Famke Janssen                            |
| 2008 | Elrabolva                                 | Lenor Mills                     | Famke Janssen                            |
| 2009 | Watchmen - Az Őrzők                       | Sally Jupiter (Selyem Kísértet) | Carla Gugino                             |
| 2012 | Elrabolva 2.                              | Lenor Mills                     | Famke Janssen                            |
| 2013 | Boszorkányvadászok                        | Muriel                          | Famke Janssen                            |
| 2014 | Az éhezők viadala: A kiválasztott 1. rész | Alma Coin elnök                 | Julianne Moore                           |
| 2015 | Az éhezők viadala: A kiválasztott 2. rész | Alma Coin elnök                 | Julianne Moore                           |
| 2015 | Elrabolva 3.                              | Lenore Mills                    | Famke Janssen                            |

## Díjai, elismerései
- József Attila-gyűrű (1994)
- Jászai Mari-díj (1995)
- Kaló Flórián-díj (2013)
- Érdemes művész (2019)[4]
- Bujtor István-díj (2020)[5]
- A József Attila Színház örökös tagja (2024)[6]